# Мелкая моторика
Мелкая моторика — совокупность скоординированных действий человека, направленных на выполнение точных мелких движений кистями и пальцами рук и ног. Достигается скоординированным функционированием нервной, мышечной и костной систем, а также, обычно, зрительной системой. В применении к моторным навыкам руки и пальцев часто используется термин «ловкость».
Мелкая моторика — один из видов моторики.
К области мелкой моторики относится большое количество разнообразных движений: от примитивных жестов, таких как захват объектов, до очень мелких движений, от которых, например, зависит почерк человека.

## Значение мелкой моторики
С анатомической точки зрения, около трети всей площади двигательной проекции коры головного мозга занимает проекция кисти руки, расположенная очень близко от речевой зоны. Поэтому развитие речи ребёнка неразрывно связано с развитием мелкой моторики.
Связь пальцевой моторики и речевой функции была подтверждена исследователями Института физиологии детей и подростков. В числе исследователей можно назвать Л. В. Антакову-Фомину, М. М. Кольцову, Е. И. Исенину.
В быту человека ежеминутно требуется совершать какие-нибудь действия мелкой моторики: застёгивание пуговиц, манипулирование мелкими предметами, письмо, рисование и т. д., поэтому от её развития напрямую зависит его качество жизни.

## Развитие мелкой моторики
Мелкая моторика развивается естественным образом начиная с младенческого возраста на базе общей моторики. Сначала ребёнок учится хватать предмет, после появляются навыки перекладывания из руки в руку, так называемый «пинцетный захват» и т. д., к двум годам он уже способен рисовать, правильно держать кисточку и ложку. В дошкольном и раннем школьном возрасте моторные навыки становятся более разнообразными и сложными. Увеличивается доля действий, которые требуют согласованных действий обеих рук.
Можно ускорить развитие мелкой моторики различными способами, например, такими:
- Игры с мелкими предметами — пазлы, мозаика, конструкторы, бусины и т.п.;
- Пальчиковые игры;
- Массаж кистей и пальцев и т.д.;
- Лепка.

Для лиц пожилого и старческого возраста развитие мелкой моторики играет большое значение для поддержания работоспособности коры головного мозга и, как следствие, для поддержания качества жизни. Кроме того, для лиц пожилого возраста, перенесших различные травмы и заболевания, приводящие к нарушению мозговой деятельности, мероприятия по развитию мелкой моторики способствуют улучшению психического здоровья и, в целом, восстановлению деятельности центральной нервной системы.

## Нарушения мелкой моторики
Существует три основных типа нарушений мелкой моторики:
- Нарушения подачи сигнала на выполнение действия (например, при органических поражениях головного мозга, инсульте, травмах головы)
- Нарушения передачи сигнала (например, при болезни Паркинсона, в постинсультном состоянии)
- Нарушения в приёме и выполнении сигнала (при ДЦП, травмах конечностей, недостаточной степени развития ловкости и т. д.)

Также нарушения мелкой моторики могут наблюдаться при СДВГ,, при нарушениях зрения, дизартрии, аутизме, спиноцеребеллярной атаксии и др.